# Melocanninae
Melocanninae es una subtribu de bambúes de la tribu Bambuseae perteneciente a la familia Poaceae. Comprende 9 géneros.

## Géneros
- Cephalostachyum
- Davidsea
- Leptocanna
- Melocanna
- Neohouzeaua
- Ochlandra
- Pseudostachyum
- Schizostachyum
- Teinostachyum